# Whitemarsh Benjamin Seabrook

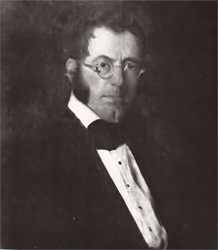
W. B. Seabrook

Whitemarsh Benjamin Seabrook (* 30. Juni 1793 auf Edisto Island, South Carolina; † 16. April 1855 auf der Plantage Strawberry Hill im Distrikt Beaufort, South Carolina) war ein US-amerikanischer Pflanzer und Politiker der Demokratischen Partei, der von 1848 bis 1850 Gouverneur des Bundesstaates South Carolina war. 

## Frühe Jahre und politischer Aufstieg
Seabrook wurde auf der Plantage seiner Familie geboren. Nach der Grundschule besuchte er bis 1812 das College of New Jersey, aus dem später die Princeton University hervorging. Anschließend studierte er Jura, widmete sich dann aber seinen Baumwollplantagen im Distrikt Colleton. 1815 heiratete er Margaret Wilkinson Hamilton. Seabrook plädierte für eine wissenschaftlich betriebene und diversifizierte Landwirtschaft, eine Bewegung, die ab 1915 immer populärer wurde. Sie organisierte sich in von den Pflanzern dominierten landwirtschaftlichen Gesellschaften, denen auch Seabrook angehörte. Er fungierte 1839 als Gründungsvorsitzender der Dachorganisation South Carolina Agricultural Society. Seabrook publizierte zur Landwirtschaft, forderte eine bessere landwirtschaftliche Ausbildung und verteidigte die Sklaverei. In zwei 1834 veröffentlichten Schriften kritisierte er zum einen presbyterianische Reformer der Sklavenwirtschaft, zum anderen ganz generell den Abolitionismus.
Von 1814 bis 1829 war Seabrook Abgeordneter im Repräsentantenhaus von South Carolina; bis 1834 gehörte er danach dem Staatssenat an. Nebenbei fungierte er von 1829 bis 1837 auch als Kurator des South Carolina College. Außerdem war er Beauftragter der Regierung für die öffentlichen Schulen in South Carolina. Zwischen 1834 und 1836 war er Vizegouverneur unter Gouverneur George McDuffie.

## Gouverneur von South Carolina
Im Jahr 1848 wurde Seabrook von den Mitgliedern der General Assembly zum neuen Gouverneur von South Carolina gewählt. Als Gouverneur kümmerte er sich um die Verbesserung des Bildungssystems. Er forderte, dass auch die unteren und mittleren Schichten der weißen Bevölkerung eine bessere Ausbildung bekommen sollten. Bis dahin waren diese Gesellschaftsschichten bildungspolitisch eher unterdurchschnittlich versorgt gewesen. Zur Finanzierung entsprechender Reformen erhöhte er die Steuern. Seine Amtszeit war, genau wie die seines Vorgängers David Johnson, von dem Streit um die Sklaverei überschattet. Nachdem die Bundesregierung in Washington, D.C. ein Verbot der Sklaverei in den von Mexiko erworbenen Gebieten in Betracht zog, wurden in einigen Südstaaten bereits Konvente abgehalten, die über das weitere Vorgehen und eine eventuelle Abspaltung von der Union beraten sollten. Die Krise wurde durch den Kompromiss von 1850, den Senator Henry Clay einbrachte, vorübergehend beigelegt. Allerdings schwelte der Konflikt unter der Oberfläche weiter und er sollte nur zehn Jahre später zum Bürgerkrieg führen.
Seabrooks Amtszeit endete im Dezember 1850. Die Verfassung erlaubte keine zwei zusammenhängenden Amtsperioden und daher durfte er nicht wiedergewählt werden. In der Folge engagierte er sich für die Sache der Südstaaten und wurde 1852 Mitglied der Southern Rights Convention, eines Kongresses, der sich für die Interessen des Südens einsetzte. Nach seinem Tod im April 1855 wurde der Ex-Gouverneur auf seiner Plantage beigesetzt. Er war mit Margaret Wilkinson Hamilton verheiratet, mit der er sieben Kinder hatte.

## Werke
- History of the Cotton Plant
- A concise view of the critical situation, and future prospects of the slave-holding states, in relation to their coloured population, 1825, (online bei dlxs.library.cornell.edu)